# Багамские Острова на Паралимпийских играх
Багамские Острова на Паралимпийских играх впервые приняла участие в 1972 году на летних Играх в Гейдельберге и участвовали до Игр 1988 года (в последующих Играх до настоящего времени участия не принимали). На зимних Играх команда Багамских Островов не участвовала ни разу.
На настоящее время спортсмены Багамских Островов завоевали на всех Играх в сумме 5 медалей, из них ни одной золотой.

## Медальный зачёт

### Медали летних Паралимпийских игр
| Игры                          | Золото | Серебро | Бронза | Всего | Место |
| ----------------------------- | ------ | ------- | ------ | ----- | ----- |
| 1972 Гейдельберг              | 0      | 0       | 0      | 0     | —     |
| 1976 Торонто                  | 0      | 0       | 0      | 0     | —     |
| 1980 Арнем                    | 0      | 1       | 2      | 3     | ..    |
| 1984 Сток-Мандевиль, Нью-Йорк | 0      | 1       | 1      | 2     | ..    |
| 1988 Сеул                     | 0      | 0       | 0      | 0     | —     |
| Итого                         | 0      | 2       | 3      | 5     |       |